# Självhjälpslitteratur
Självhjälpslitteratur är litteratur som syftar till att hjälpa och guida läsarna i deras personliga (vardagliga) problem. Genren, i dess moderna form, uppstod i USA under 1930-, 1940- och 1950-talet. En del av böckerna är jordnära och handlar exempelvis om att få saker gjorda (vara effektiv) eller att övervinna fobier av olika slag. Andra lovar att läsaren blir en bättre och lyckligare människa om råden följs. Genren bygger på idén att individen kan forma det liv som han eller hon vill leva. Centralt är också det psykologiska och terapeutiskt förhållningssättet liksom idén om det romantiska parförhållandet.

## Tre livsfilosofier
Thomas Johansson, som i boken Makeovermani undersökt genren, menar att det finns tre olika livsfilosofier i genren: den hedonistiska, den kontemplativa och den framgångsteologiska. Den filosofi som dominerar är dock, enligt Johansson, den framgångsteologiska. Andliga och kontemplativa inslag förekommer liksom hedonistiska, men huvudbudskapet i de flesta böcker i genren är att individen bör utveckla sig själv och därmed bli lycklig och framgångsrik.

## Självhjälpsförfattare (i urval)
- Nathaniel Branden (1930–2014), psykoterapeut och författare till böcker om självkänsla
- Per Håkan Börjesson (född 1954)
- Allen Carr (1934–2006), anti-drogdebattör (rökning och alkohol)
- Deepak Chopra (född 1946), författare till böcker om New Age och alternativ medicin
- Wayne Dyer (1940–2015)
- John Gray (född 1951)
- Napoleon Hill (1883–1970)
- L. Ron Hubbard (1911–1986), grundare av Scientologirörelsen
- Anna Kåver (född 1952), psykolog och psykoterapeut
- Phil McGraw (född 1950)
- Joyce Meyer (född 1943)
- Åsa Nilsonne (född 1949)
- Tony Robbins (född 1960)
- Eckhart Tolle (född 1948)
- Mia Törnblom (född 1967), författare till bestsellern Självkänsla nu!

Dessutom har flera "kändisar" marknadsfört olika självhjälpsböcker, däribland Jennifer Love Hewitt, Oprah Winfrey, Elizabeth Taylor, Charlie Fitzmaurice och Cher. Den mest kände representanten är dock Phil McGraw, som i böcker och framförallt i sin TV-show, Dr. Phil, på ett handfast sätt ger råd till människor med olika problem.

## Exempel på böcker i genren
- Lev livet fullt ut (1997), Eckhart Tolle
- Självkontroll genom nervkontroll, David Fink[2]
- Hur man uppnår effektivitet, Donald Laird[2]
- Hur man uppnår duglighet och självförtroende, Donald Laird[2]
- Hur man vinner vänner och inflytande, Dale Carnegie[2]
- Män är från Mars, Kvinnor från Venus, John Gray
- Älska dig själv, Wayne Dyer (1976)[2]
- Sikta mot stjärnorna, Wayne Dyer (1980)[2]
- Självkänsla nu! (2005), Mia Törnblom